# Djaffar Beck
 (août 2021).
Pour les articles homonymes, voir Cherouk et Beck.
Abdelkader Cherouk, dit Djaffar Beck, est un comédien, chansonnier et humoriste algérien, né à la casbah d’Alger en 1927 ou 1928 et mort le 31 janvier 2017.

## Biographie
Djaffar Beck commence sa carrière à la fin des années 1950. Il écrit et joue plusieurs sketchs et compose nombre de chansons comiques, affichant son éternelle conviction que le rire était un « moyen efficace d’éducation à la citoyenneté ». Jeune scout musulman, puis infirmier dans les rangs de l’Armée de libération nationale (ALN), il soigne les blessés parmi les Moudjahidine, avant d’intégrer à la fin des années 1950 la troupe artistique du Front de libération nationale dirigée par Mustapha Kateb. 
Avec la troupe du FLN, Djaffar Beck incarne d’abord des rôles dramatiques dans des pièces de théâtre dédiées à la lutte pour l’indépendance, Les enfants de novembre et El Khalidoun (les éternels) notamment, avant de rejoindre la Radio et la Télévision nationales le 28 octobre 1962. Interprète de plusieurs de ses sketchs, à l’instar de El Birokratiya (la bureaucratie), Beck a également créé des émissions radiophoniques et télévisuelles dont El Bachacha (gaîté et sourire) et Minkoum wa Ilaykoum. Parmi les nombreuses chansons à son actif, Hayya ya De Gaulle, Eddinaha, Ya djelloul Er’Rock’n'Roll, Alif el Ba et’Ta, Maskine Elli makrach, Sid Ech’Cheikh, Ana Mellit, et bien d’autres encore. il décède a l'âge de 90 ans à l'hôpital de Zeralda (Alger) le 31 janvier 2017, des suites d’une longue maladie,,,.
Peiné de voir des monuments de la culture algérienne disparaître les uns après les autres, le chanteur Hamidou a salué la mémoire de celui qui a « appris beaucoup de choses à toute une génération de jeunes artistes » et un « précurseur » ayant introduit le Rock’n’roll et le jazz dans les foyers algériens, dit-il. De son côté, le musicien et compositeur Mustapha Sahnoun, qui avait composé la quasi-totalité des oeuvres de Djaffar Bek, a déploré la disparition d’un artiste exceptionnel de la trempe de grands humoristes dans le monde. De l’avis de plusieurs de ses compagnons présents à l’enterrement, Djaffar Bek mériterait de voir ses œuvres et sa carrière réunis dans un documentaire. Le ministre de la Culture, Azzedine Mihoubi, qui a assisté aux funérailles de l’artiste, a regretté dans un message la perte d’un « artiste modeste » au parcours « riche » en œuvres qui ont servi la culture algérienne.